# Ōte Takuji

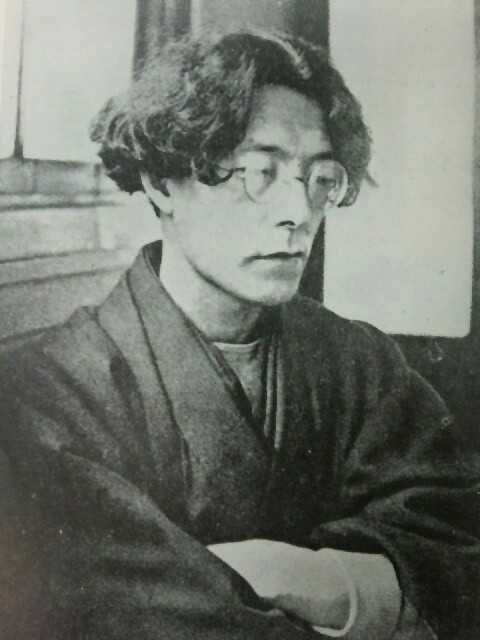
Ōte Takuji

Ōte Takuji (japanisch 大手 拓次; geboren 3. November 1887 in Nishikamiisobe (Präfektur Gumma); gestorben 18. April 1934 in Chigasaki) war ein japanischer Dichter.

## Leben und Wirken
Ōte Takuji verlor früh seine Eltern und wuchs bei seinem Großvater Manpei (大手 万平) auf, der sich um die Entwicklung des Heilbades Isobe Onsen (磯部温泉) verdient gemacht hatte. Takuji absolvierte die Waseda-Universität am Department of Literature. Er arbeitete dann in der Werbeabteilung der japanischen „Lion Corporation“. Er war von klein auf schüchtern und fühlte sich seit der Junior High School aufgrund einer Taubheit auf seinem linken Ohr einsam. Er blieb bis zum Ende seines Lebens unverheiratet.
Von Kitahara Hakushū anerkannt, veröffentlichte Ōte Gedichte wie „Zamboa“ (朱欒) – „Pampelmuse“, „Chijō junrei“ (地上巡礼) – „Wallfahrt auf der Erde“ und „ARS“. Zusammen mit Hagiwara Sakutarō und Murō Saisei gehörte er zu „den drei Krähen unter dem Banner von Hakushū“, aber er hatte fast keine Freunde in der Poesiewelt. Seine Poesie war extrem introvertiert, wobei sie eine mysteriöse und fantastische Schönheit aufwies.
Mit den japanischen Klassikern vertraut und von klein auf stark von französischer Symbolpoesie beeinflusst, ist Ōtes perfekte, umgangssprachlich abgefasste Poesie reich an musikalischer Schönheit und hatte einen starken Einfluss auf Sakutarō. Man kann sagen, dass mit Ōte – zusammen mit Mitomi Kyūyō (三富 朽葉; 1889–1917) – das neue symbolische Gedicht in Japan begann. Es gibt auch viele ausgezeichnete Übersetzungen, unter anderem von Baudelaire.
Ōte erkrankte und starb 1934 an Lungentuberkulose, noch keine 47 Jahre alt. Nach seinem Tod erschienen Gedichtbände wie „Aiiro no Hiki“ (藍色の蟇) – „Die blaue Kröte“ (1936) und „Hebi no Hanayome“ (蛇の花嫁) – „Die Schlangenbraut“ (1940).